# Placido Titi

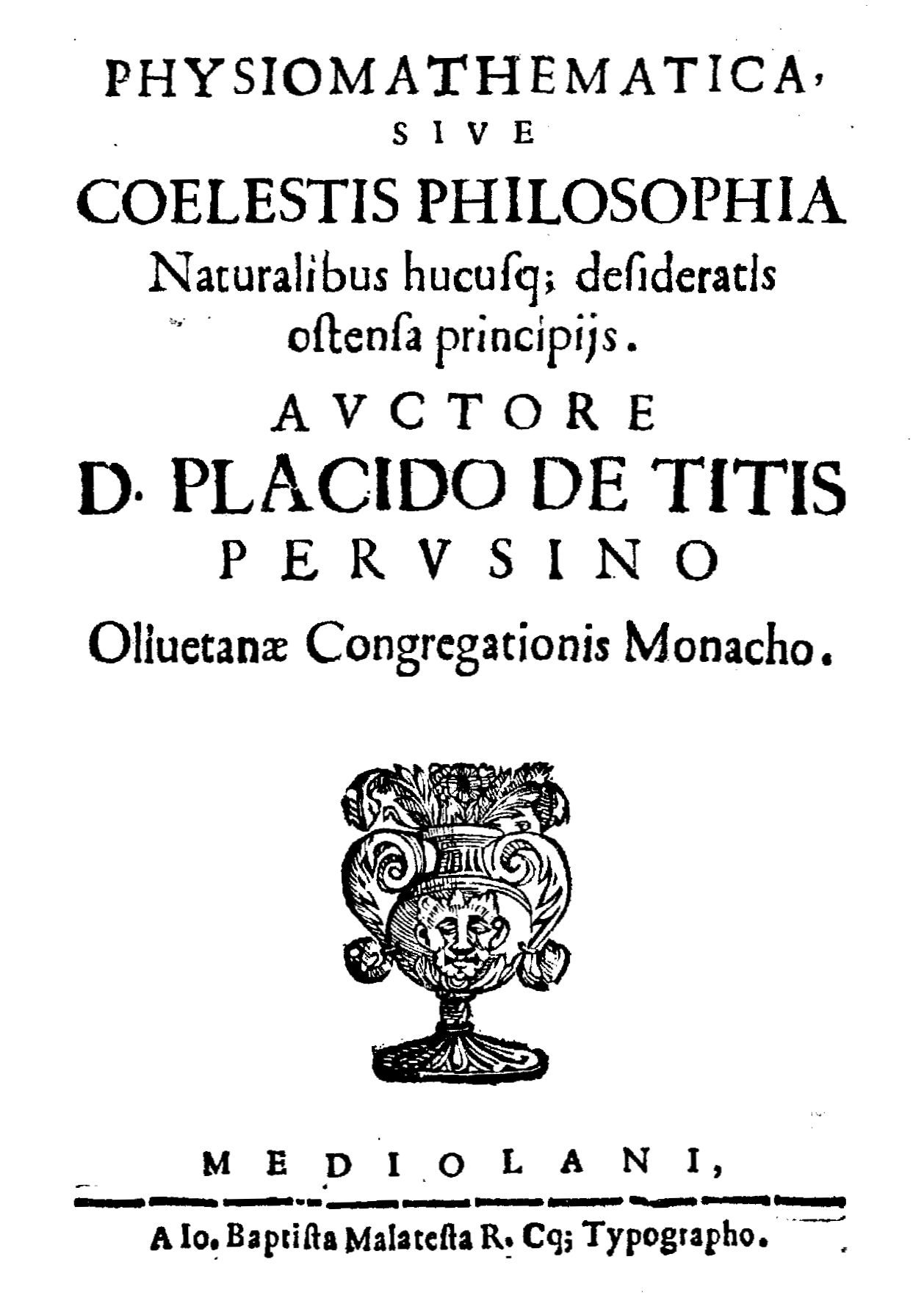
Physiomathematica, sive Coelestis philosophia naturalibus hucusque desideratis ostensa principijs, 1650

Placido Titi (Perugia, 25 dicembre 1603 – 1668) è stato un monaco cristiano e astronomo italiano dell'ordine olivetano, professore di matematica, fisica e astronomia presso l'università di Pavia dal 1657 sino alla morte.

## Biografia
Nacque a Perugia dalla famiglia nobile dei Titi. Il padre morì presto e Placido venne cresciuto dalla madre Cecilia. Ha studiato dapprima all'università di Padova dove suo zio era professore di teologia.
Il ducato di Milano a quel tempo era governato dagli Asburgo di Spagna, amministrato dall'arciduca Leopoldo Guglielmo d'Austria, che aveva forte interesse nella scienza dell'alchimia e dell'astrologia, e Placido gli dedicò le case astrologiche.
Placido Titi infatti rese famoso il sistema delle case, noto come sistema placidiano, che è quello dell'astrologia moderna.
Egli non inventò il metodo, lo ha appreso dall'astrologo ebreo Abraham Ibn Ezra come il sistema impiegato da Tolomeo, un'attribuzione che fu accettata da Placido.
Tra i suoi seguaci vi fu il matematico Gerolamo Vitali.

## Opere
- De motibus directionum coelestium mobilium (1641)
- Physiomathematica sive coelestis philosophia (1650), magnum opus di Placido, prima edizione Quaestionum physiomathematicarum libri tres, con lo pseudonimo di Didacus Prittus Pelusiensis, seconda edizione by C. Francobacci e A. Scirota (pseudonimi due studenti di Placido,  F. Brunnaccio e F. M. Onorato)
- Nuncius astronomicus (1654)
- Il corriere astronomico (1656)
- Tabulae primi mobilis cum thesibus et canonibus (1657)
- Commentaria in Ptolemaeum de siderum judiciis (1658)
- (LA) Ephemeridum caelestium motuum, Pavia, Giovanni Ghidini, 1661.
- De siderum judiciis, 2 voll. (1660, 1665)
- Tocco di paragone, Pavia, Giovanni Andrea Magri, 1665.
- De diebus decretoriis et aegrorum decubitu, 2 voll.  (1661, 1665)
- Ephemerides coelestium motuum (1661-1665)
- Tocco di Paragone (1666)
- (LA) Ephemeridum caelestium motuum, Pavia, Giovanni Ghidini, 1666.